# Koubideh

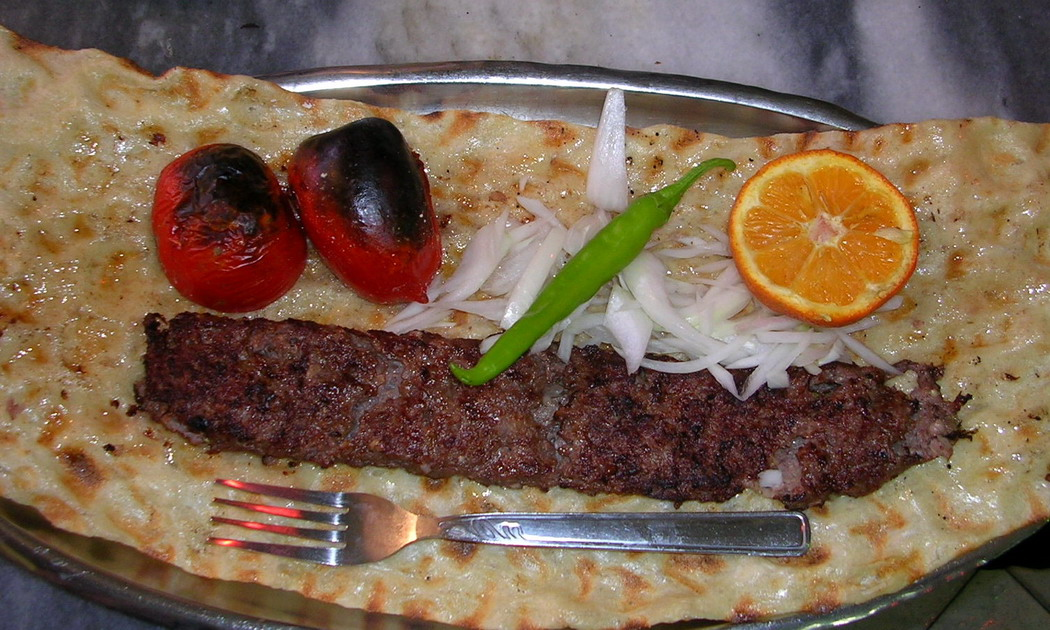
Kebab koubideh, sur un pain plat, sangak, accompagné d'oignon, d'orange amère et de tomates grillées.

Kabab koubideh (en persan : کباب کوبیده / kabâb kubide) ou simplement koubideh (en persan : کوبیده / kubide) est un plat iranien à base de viande kabab préparée à partir de viande hachée d'agneau ou de bœuf La viande est souvent mélangée avec des oignons hachés ainsi que des épices : safran, curcuma, sumac, poivre et sel.

## Étymologie
La tradition veut que le plat ait été inventé par des soldats au Moyen Âge, qui auraient utilisé leurs épées pour griller de la viande en plein champ lors d'incendies. Koubideh ou koubideh se réfère au style selon lequel la viande a été préparée. À l'origine, la viande était placée sur une pierre plate et brisée avec un maillet en bois. Ce mets est cuit sur une brochette appelée سیخ (six [siːx]) en persan.

## Préparation et cuisson

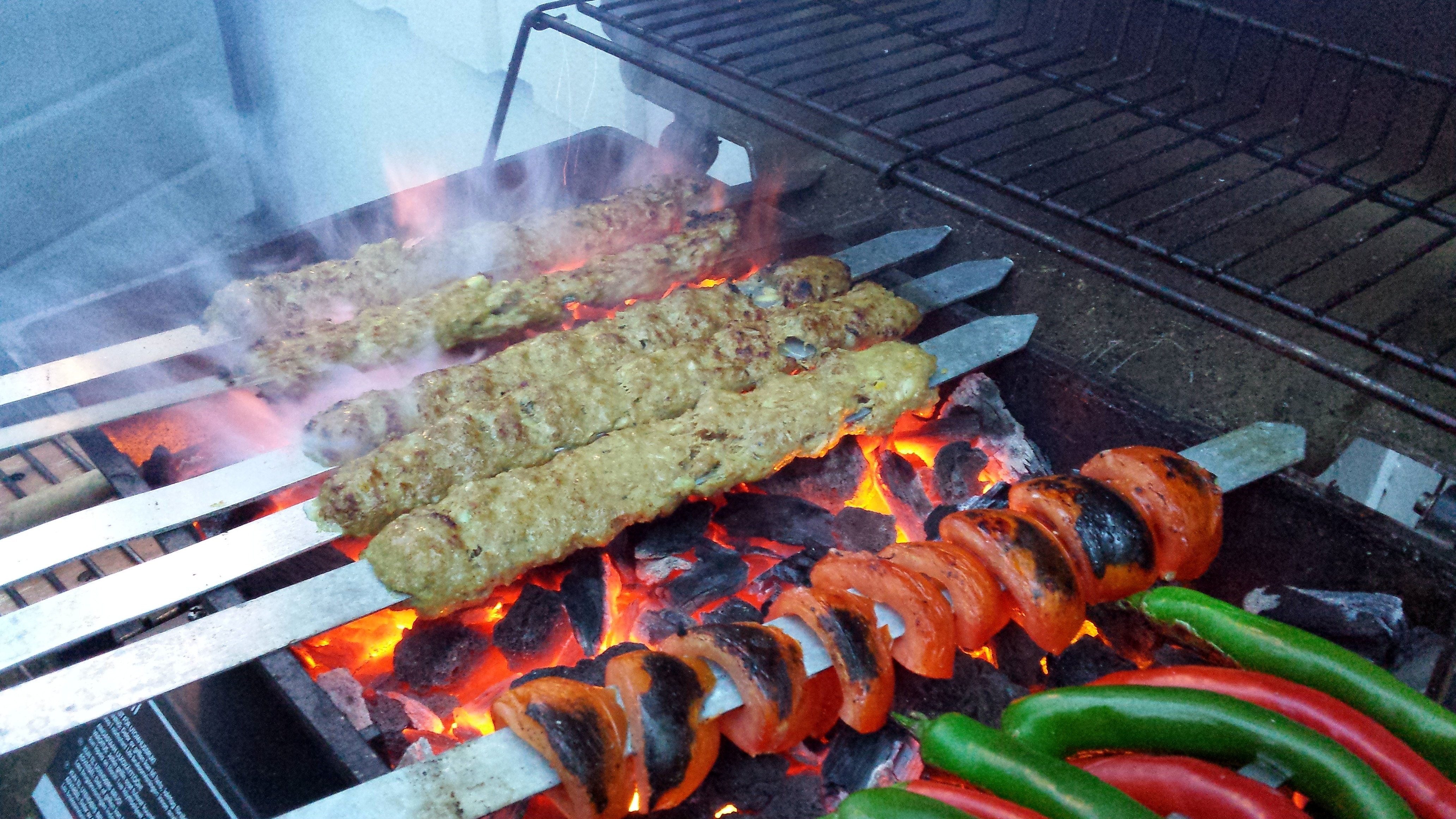
Kabab koubideh mis à griller.

La viande est composée d'agneau ou de bœuf (en général 20 % de matières grasses et 80 % de viande, hachée deux fois pour obtenir la consistance voulue). À la viande peuvent être ajoutés, suivant les recettes du sel, parfois de la poudre d'ail et de la poudre de céleri, du poivre noir, du sumac, de l'oignon finement râpé (le jus est pressé et réservé pour plus tard) et éventuellement un jaune d’œuf par livre de viande. Tous les ingrédients sont mélangés, couverts et laissés à mariner au réfrigérateur pendant au moins quatre heures ou toute la nuit.
Le kabab koubideh est grillé en brochettes, traditionnellement sur des braises de charbon et est servi traditionnellement avec du zereshk polo (polo est le mot iranien pour « riz pilaf »), riz préparé avec de l'huile, du sel, du safran et des zereshk (زرشک, en persan ; il s'agit de baies d'épine-vinette cuites avec du miel et du safran), accompagné par des tomates et des oignons grillés. Le sumac est habituellement servi comme une garniture de table.
Le kabab koubideh au poulet est réalisé à l'aide de ciboulette ou d'oignons verts, de persil, de sel et de poivre. En revanche, on utilise traditionnellement pas de curcuma ni de sumac. Il est servi avec du baghali polo (riz à l'aneth et aux fèves).

## Galerie

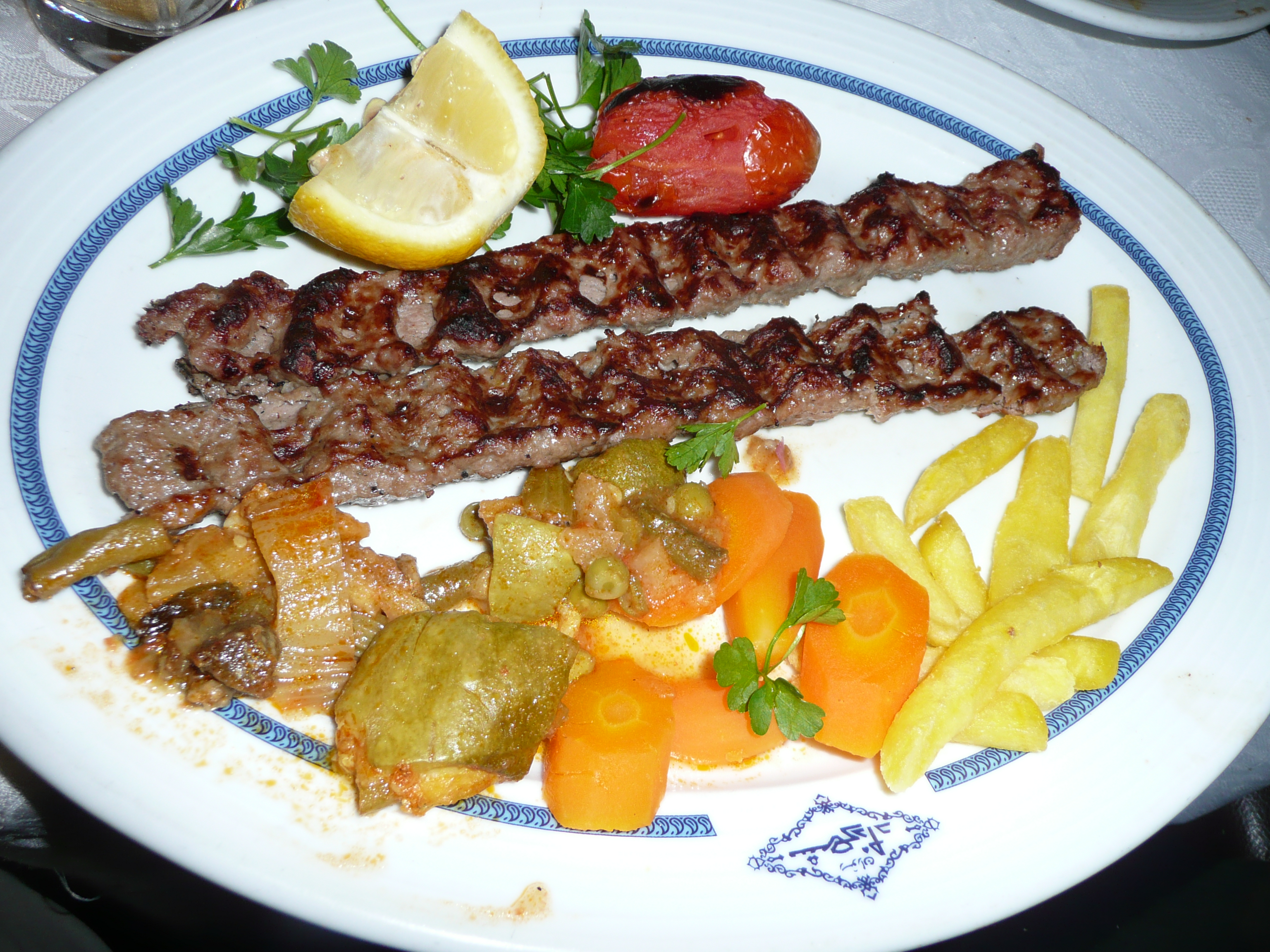
Kabab koubideh à Isfahan.
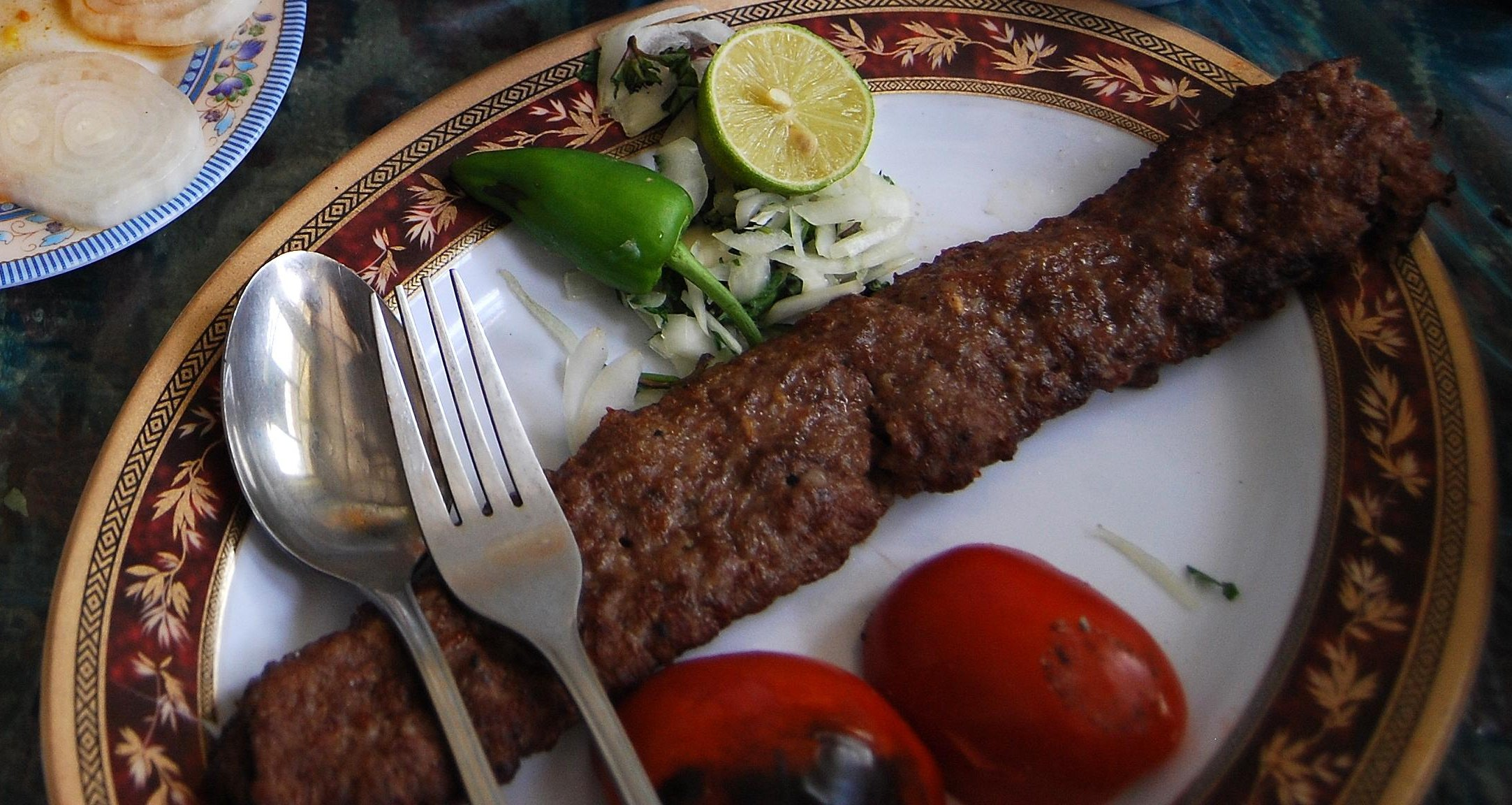
Kabab koubideh, style bonabi.
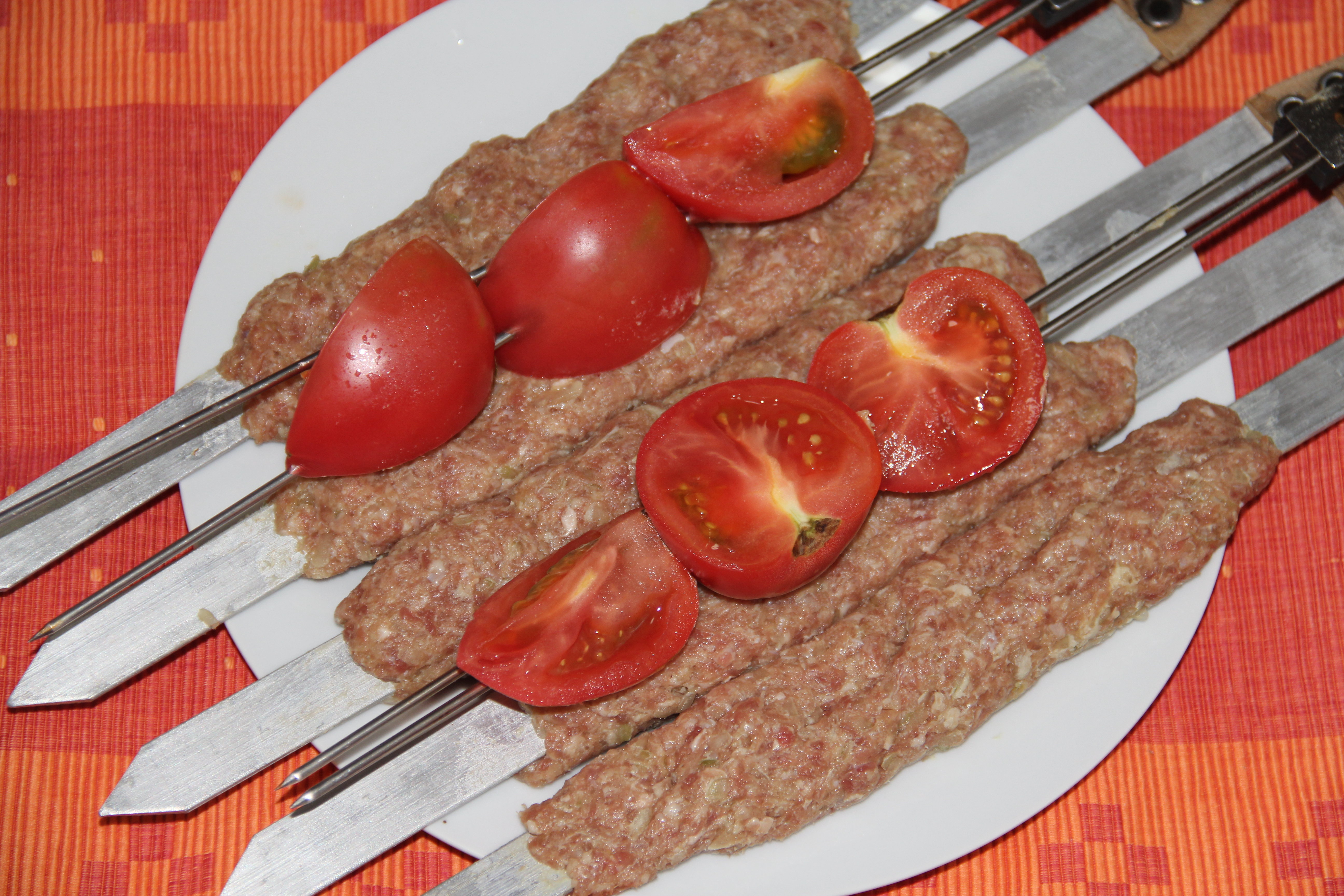
Kabab koubideh fait maison avant cuisson.
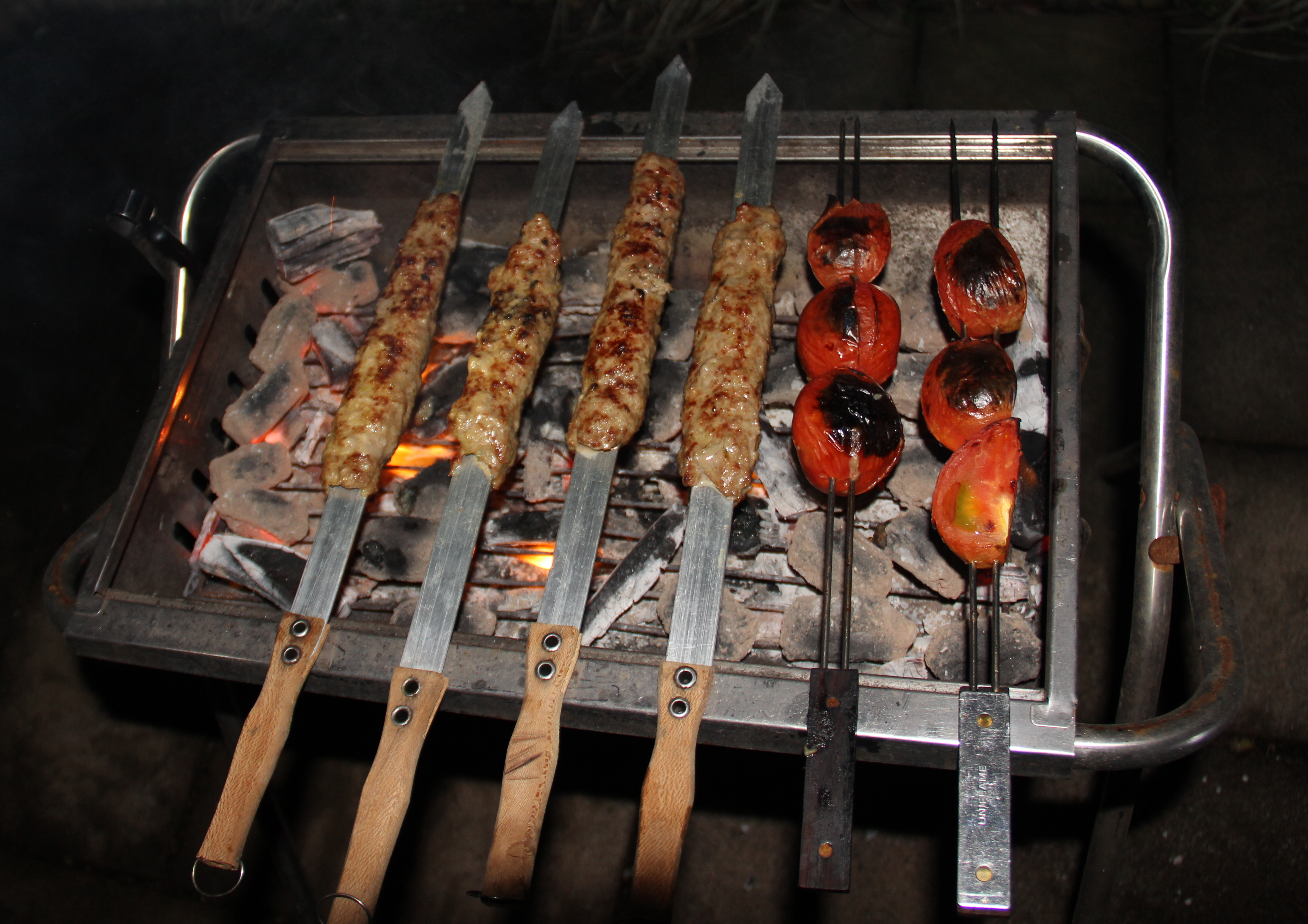
Kabab koubideh et tomates grillées sur un barbecue.